# Олександр II (папа римський)
Олекса́ндр II (лат. Alexander; ? — 21 квітня 1073) — сто п'ятдесят п'ятий Папа Римський (30 вересня 1061—21 квітня 1073), народився у Мілані. Як єпископ Лукки сприяв Гільдебранду в його боротьбі проти симонії, за целібат духовенства. Обраний Папою за підтримки Гільдебранда. Обрання Олександра II не було погоджено з імперським двором, тому на синоді у Базелі Папою був проголошений Кадалус, єпископ Парми. Пізніше імперський двір відмовив антипапі у підтримці.